# Paralicornia hamata
Paralicornia hamata is een mosdiertjessoort uit de familie van de Candidae. De wetenschappelijke naam van de soort is, als Scrupocellaria hamata, voor het eerst geldig gepubliceerd in 2012 door Kevin J. Tilbrook en Leandro M. Vieira.